# Clearwater River Provincial Park
Clearwater River Provincial Park är en park i Kanada.   Den ligger i provinsen Saskatchewan, i den centrala delen av landet, 2 600 km väster om huvudstaden Ottawa. Clearwater River Provincial Park ligger 447 meter över havet.
Terrängen runt Clearwater River Provincial Park är platt. Trakten runt Clearwater River Provincial Park är nära nog obefolkad, med mindre än två invånare per kvadratkilometer.. Det finns inga samhällen i närheten.
I omgivningarna runt Clearwater River Provincial Park växer i huvudsak barrskog.